# Hanna Hellmann

Drucktitel: Hanna Hellmann: Heinrich von Kleist: Darstellung des Problems, 1911

Johanna Hellmann (* 31. Oktober 1877 in Nürnberg; † 15. Juni 1942, nach Polen verschleppt) war eine deutsche Literaturwissenschaftlerin.

## Leben
Hellmann wurde als älteste Tochter des Nürnberger Händlers für Holzschnitzereien Lazarus Hellmann (1846–1915) und seiner Frau Rosalie (geb. Hüttenbach, 1849–1926) geboren und wuchs in gutbürgerlichen Verhältnissen auf. 1895 legte sie am Karlsruher Prinzeß-Wilhelm-Stift das Lehrerinnen- und 1899 das Oberlehrerinnenexamen ab. Anschließend studierte sie in Heidelberg und Berlin, ging dann in die Schweiz, um in Bern und Zürich ihr Studium fortzusetzen. Dort wurde sie 1910 mit Heinrich von Kleist: Das Problem seines Lebens und seiner Dichtung promoviert. Eine Promotion von Frauen war an Universitäten im  Deutschen Reich noch nicht möglich. Ihre Untersuchung von Heinrich von Kleists Essay Über das Marionettentheater in ihrem Buch Darstellung des Problems von 1911 erwies sich als wegweisend für das Verständnis von Kleists Philosophie des Lebens und der Kunst.
1911 zog Hellmann nach Frankfurt am Main, nach dem Tod des Vaters zog ihre Mutter zu ihr. Sie schrieb – wie ihr ebenfalls in Frankfurt lebender Schwager Carl Gebhardt – Beiträge für das Feuilleton der Frankfurter Zeitung, sowie für Euphorion und die Romanisch-Germanischen Monatshefte. Im Haus von Gebhardt (dem Mann ihrer Schwester Lilly) traf sie auf Else Lasker-Schüler, Albert Schweitzer und Martin Buber. Nach dem Ersten Weltkrieg setzte sie sich in Artikeln für das Frauenstimmrecht ein. Sie lehrte am Seminar für soziale Berufsarbeit in Frankfurt. Ab 1926 machten sich bei ihr Persönlichkeitsveränderungen bemerkbar, die immer stärker zu einer Isolation führten.
Am 25. Mai 1938 wurde sie in die städtische Nervenklinik in Frankfurt am Main eingewiesen. Ihre Schwester Lilly Gebhardt ließ sie am 21. September 1938 in das von Friedrich Husemann nach anthroposophischen Grundsätzen geleitete Sanatorium Wiesneck in Buchenbach bei Freiburg im Breisgau bringen. Am 31. Juli 1939 kam sie von dort in die Jacoby’sche Heil- und Pflegeanstalt in Sayn bei Koblenz, in die jüdische Nervenkranke eingewiesen wurden.
Hanna Hellmanns Name steht als Nummer 115 auf der dritten Liste der am 15. Juni 1942 von Sayn aus deportierten Juden. Der Transport erfolgte in Viehwaggons und sollte in das Ghetto Izbica gehen, doch wurde der Zug nach Sobibor geleitet. Vermutlich wurde Hellmann dort ermordet.
Am 20. Juni 2020 wurde in Frankfurt am Main, Luxemburgerallee 36, ein Stolperstein für Hanna Hellmann verlegt.

## Schriften
- Heinrich von Kleist: Das Problem seines Lebens und seiner Dichtung. Winter, Heidelberg, 1910, überarbeitete Fassung unter dem Titel: Heinrich von Kleist. Darstellung des Problems. Winter, Heidelberg, 1911, 82 S.
- Bergson und Deutschlands Krieg der Freiheit. In: Frankfurter Zeitung. Frankfurt am Main, 20. August 1914.
- Kleists Amphitryon. In: August Sauer u. a. (Hrsg.): Euphorion. Band 25, C.C. Buchner, 1924.
- Heinrich von Kleist und „Der Kettenträger“. In: Germanisch-Romanische Monatsschrift 13, 1925, S. 350–363.
- Über das Marionettentheater. Nachdruck in: Walter Müller-Seidel: Kleists Aufsatz über das Marionettentheater. Studien und Interpretationen. Schmidt, Berlin, 1967, S. 17–31.